# Vught vasútállomás
Vught vasútállomás vasútállomás Hollandiában, Vught községben, Vught településen.

## Vasútvonalak
Az állomást az alábbi vasútvonalak érintik:
- Utrecht–Boxtel-vasútvonal

## Kapcsolódó állomások
A vasútállomáshoz az alábbi állomások vannak a legközelebb:
- ’s-Hertogenbosch vasútállomás
- Boxtel vasútállomás